# بژزینکی (استان اوپوله)
بژزینکی (به لهستانی: Brzezinki) یک منطقهٔ مسکونی در لهستان است که در گمینا وووچن واقع شده‌است. بژزینکی ۴۵۰ نفر جمعیت دارد.